# Герасимов, Сергей Михайлович
Сергей Михайлович Герасимов (1911—1994) — советский радиофизик, специалист в области связи, лауреат Сталинской премии (1946).
Родился 10 августа 1911 г. в с. Румянцево Вяземского уезда Смоленской губернии в семье офицера.
В 1926 г. вместе с родителями переехал в Кунцево. Увлёкся радиотехникой и уже в 1927 г. опубликовал несколько статей в журнале «Новости радио».
В 1931—1933 гг. работал радиомонтером в Бауманской конторе связи и в Центральной радиолаборатории. Затем поступил в Инженерную техническую академию связи им. Подбельского и после ее окончания (1938) в звании военного инженера 3-го ранга был назначен преподавателем в Военную академию связи им. Буденного.
В 1944 г. участвовал в создании новых средств, комплексов и систем радиосвязи для самолетов и береговых центров, в частности — в разработке УКВ радиостанции командной связи для самолетов. Также при его участии были созданы первые образцы радиорелейных линий связи, радиолиний телеграфной связи между береговыми командными пунктами. За эти работы в 1946 г. присуждена Сталинская премия (в составе коллектива).
В 1950 г. опубликовал монографию «Радиосвязь на УКВ» и ряд статей, посвященных помехам радиоприему, стабилизации частоты, созданию приемных устройств на транзисторах.
С 1953 г. начальник кафедры приемо-передающих устройств
Киевского высшего инженерного авиационного военного училища, инженер-полковник. В этот период опубликовал учебник «Радиопередающие устройства» (1957), а также монографии «Основы теории и расчета транзисторных систем» (1963), «Оптические квантовые генераторы» (1965)- в соавторстве с И. Н. Мигулиным, В. Н. Яковлевым и Л. З. Криксуновым.
Профессор (1962).
В 1969 г. уволен с военной службы, избран профессором кафедры электронных приборов Киевского политехнического института.
В 1976 г. переехал в Москву, работал профессором кафедры радиофакультета 
Всесоюзного заочного электротехнического института связи.
С 1989 г. профессор Московского института связи.
Награждён орденами Красного Знамени, Отечественной войны 1 и 2-й степеней, двумя орденами Красной Звезды и многими медалями.
Умер 6 декабря 1994 г. от инсульта.